# Benzingen
Benzingen ist ein Ortsteil der Gemeinde Winterlingen im Zollernalbkreis in Baden-Württemberg (Deutschland). Der Ort liegt südöstlich von Winterlingen.

## Geschichte
Benzingen wird erstmals im Jahr 1220 überliefert. Der Ort gehörte im 12./13. Jahrhundert den Grafen von Gammertingen und kam nach verschiedenen Besitzwechseln zur Grafschaft Veringen.
Im Jahr 1850 wurde Benzingen mit dem Fürstentum Hohenzollern-Sigmaringen preußisch.
Um 1930 wurde der Weiler Blättringen nach Benzingen eingemeindet.
Am 1. Januar 1975 wurde Benzingen nach Winterlingen eingemeindet.

## Sehenswürdigkeiten

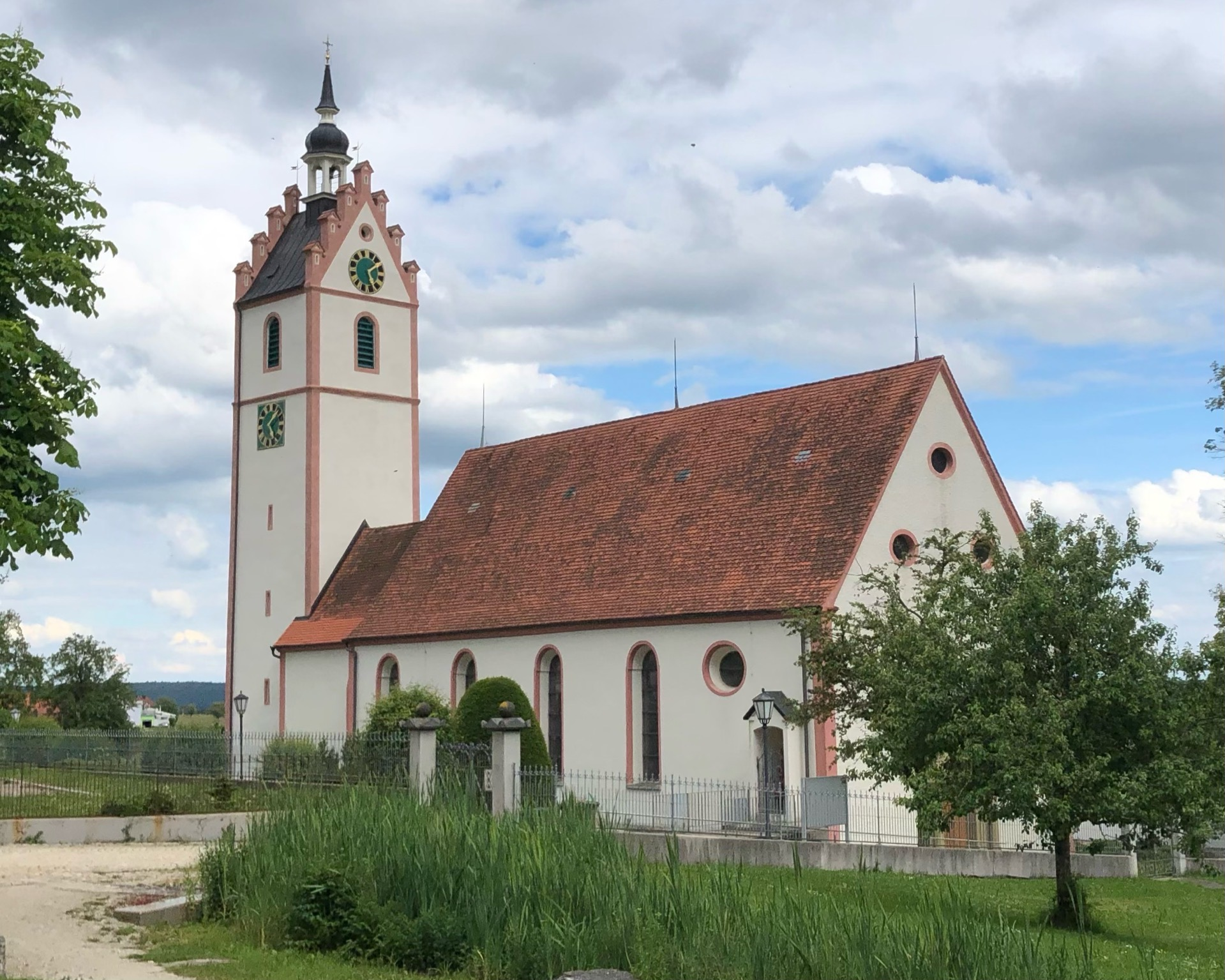
Pfarrkirche St. Peter und Paul

- Katholische Pfarrkirche St. Peter und Paul mit romanischem Chor
- Wasserturm